# Serrat del Sastre (Bóixols)

El Serrat del Sastre, respecte del terme d'Abella de la Conca

El Serrat del Sastre és una partida rural del terme municipal d'Abella de la Conca, a la comarca del Pallars Jussà, en territori del poble de Bóixols.
S'estén des del nord-oest al nord-est del poble de Bóixols, del vessant nord-est de la Serra de Pi, a la part alta de la vall del Barranc del Clot d'Espinauba, fins a la partida de Gavernera, ja a prop del límit municipal i comarcal. Aquesta darrera partida n'és el límit nord i el de llevant la partida de l'Obac de Carrànima i lo Campanar formen el límit de ponent, i la carretera L-511 marca el límit sud.
Comprèn les parcel·les 252 a 285, 287 a 289, 293 a 303, 306 i 314 a 318 del polígon 2 d'Abella de la Conca; consta de 96,7595 hectàrees amb tota mena de terrenys, però amb predomini de conreus de secà i ametllerars. En el registre del Cadastre està inscrit com a Serrat Sastre.
S'hi inclouen algunes de les masies de la muntanya de Bóixols: Cal Cerdà, Cal Tinyola, Cal Carreu, Cal Sol i Cal Pletes.